# Shakin' in Las Vegas
Shakin' in Las Vegas è un album in studio del gruppo musicale canadese The Guess Who, pubblicato nel 2007.  

## Tracce
1. Strange Way to Live – 4:21
2. Rattled – 3:01
3. Back To Where We Started From – 4:20
4. Let's Watch The Sun Go Down – 2:52
5. Trust Me – 3:01
6. Shakin' – 4:22
7. New Love – 3:53

## Formazione
- Donnie McDougall – voce, tastiera
- David Inglis – chitarra, cori
- Jim Kale – basso, cori
- Garry Peterson – batteria